# کیران شیخاوت
کیران شیخاوت (۱ مه ۱۹۸۸ – ۲۴ مارس ۲۰۱۵) نخستین افسر زن نیروی دریایی هند بود که در حین انجام وظیفه کشته شد. او به عنوان ناظر در یک پرواز با نیروی دریایی هند، در ۲۴ مارس ۲۰۱۵ در اثر سقوط یک فروند هواپیمای دورنیر در سواحل گوا شهید شد. ستوان شیخاوت همسر یک افسر نیروی دریایی دیگر، ویوک چوکر، بود.

## زندگی‌نامه

### اوایل زندگی
او در ۱ مه ۱۹۸۸ در بمبئی در یک خانواده راجپوت متولد شد. پدر و مادرش ویجندرا سینگ شیخاوت و مادهو چوهان بودند و او اهل روستای سفارگووار در تحصیل کهتری در ناحیه جونجونو، راجستان بود. او تحصیلات مدرسه‌ای خود را در مدرسه کندریا ویدیالایا-II در ویساکاپاتنام به پایان رساند و سپس مدرک کارشناسی علوم در رشته فیزیک را از دانشگاه آندرا دریافت کرد. او پیش از پیوستن به آکادمی نیروی دریایی هند (INA) در ازیمالا، کرالا در سال ۲۰۱۰، در یک بانک خصوصی کار می‌کرد. ستوان شیخاوت با یک افسر همکار نیروی دریایی، ستوان ویوک سینگ چوکر، ازدواج کرده بود. وی اهل کورتالا در نزدیکی گورگان بود، جایی که مادر همسرش، سونیتا چوکر، سرپنچ بود و خانواده‌شان مقداری زمین کشاورزی داشتند.

### دوران خدمت در نیروی دریایی
او در ۵ ژوئیه ۲۰۱۰ به خدمت پیوست و به یکی از اسکادران‌های هوایی نیروی دریایی هند ملحق شد که یک اسکادران ممتاز جنگ اطلاعاتی با لقب کبراها است. در طول پنج سال خدمت خود، او در ایستگاه‌های مختلف نیروی دریایی مستقر شد و در سال ۲۰۱۵ به گوا منتقل شد. او که متخصص در جنگ اطلاعاتی بود، در حین پرواز تمرینی سرنوشت‌ساز، نمودارهای محیطی و سایر پارامترهای مورد نیاز برای تحلیل اطلاعاتی را ثبت می‌کرد.
او فرزند یک افسر نیروی دریایی بود و خود نیز به نیروی دریایی پیوست. او از طرفداران پر و پا قرص نویسنده نیکلاس اسپارکس بود و تمام کتاب‌های او را خوانده یا فیلم‌های اقتباسی از آن‌ها را تماشا کرده بود. ستوان شیخاوت، به عنوان یک ناظر، در اولین گروه رژه تمام‌زنانه نیروی دریایی در رژه روز جمهوری در ژانویه ۲۰۱۵ شرکت داشت. پدر او که به عنوان سرکارچی ارشد از نیروی دریایی بازنشسته شده بود، یک سازمان خیریه به نام بنیاد ستوان کیران شیخاوت را به افتخار او تأسیس کرد. همسر او، ستوان فرمانده ویوک سینگ چوکر، نیز یک افسر نیروی دریایی است که در حال حاضر به عنوان مربی در آکادمی نیروی دریایی در ازیمالا، کرالا خدمت می‌کند.

## مرگ
هواپیمای دورنیر نیروی دریایی هند که در یک پرواز شبانه در ۲۴ مارس ۲۰۱۵ سقوط کرد، توسط یک تیم مجرب و کارآزموده شامل ستوان کیران شیخاوت، کمک‌خلبان ستوان آبیناو ناگوری و فرمانده نیکیل جوشی هدایت می‌شد. ستوان کیران در این عملیات به عنوان ناظر در یک نقش رزمی فعالیت می‌کرد و در عملیات‌های تاکتیکی بر فراز اقیانوس برای رهگیری و مقابله با کشتی‌های متخاصم که مرزهای دریایی کشور را نقض می‌کردند، حضور داشت. پیکر او و کمک‌خلبان، ستوان آبیناو ناگوری، دو روز پس از سقوط پیدا شد، در حالی که فرمانده نیکیل جوشی توسط یک ماهیگیر نجات یافت. لاشه هواپیمای دورنیر در عمق حدود ۶۰ متری در جنوب‌غربی سواحل گوا کشف شد. جسد ستوان شیخاوت درون بدنه هواپیما یافت شد.

## میراث
- یک پارک یادبود شهدا به افتخار ستوان کیران شیخاوت در منطقه‌ای به مساحت ۲ هکتار در کورتالا (نوه) در هاریانا احداث شده است.
- تندیس تمام‌قد ستوان کیران شیخاوت در پارک شهدا در کورتالا نصب شده است.
- مسیر ۷٫۵ کیلومتری بین چچرا و روستای بیگوالی به نام ستوان کیران شیخاوت نام‌گذاری شده است.
- خانواده ستوان کیران شیخاوت در مارس ۲۰۱۶ بنیادی به نام “بنیاد ستوان کیران شیخاوت“ تأسیس کردند که هدف آن حمایت از اقشار ضعیف جامعه و برگزاری رویدادهای دوره‌ای به منظور الهام‌بخشی به نسل جوان است.

## رویدادها
ستوان شیخاوت، به عنوان ناظر، در اولین گروه رژه تمام‌زنانه نیروی دریایی در رژه روز جمهوری شرکت داشت. هواپیمای گشت دریایی که در جنوب‌غربی سواحل گوا در ساعت ۲۲:۰۸ سه‌شنبه شب سقوط کرد، توسط فرمانده نیکیل کلدیپ جوشی، که دارای ۴۰۰۰ ساعت پرواز بود، هدایت می‌شد. او حدود یک ساعت پس از سقوط توسط یک کشتی ماهیگیری نجات یافت.

## بازیابی
کشتی هیدروگرافی آی‌ان‌اس مارکر نیروی دریایی، با استفاده از سونار جانبی خود، یک شیء فلزی بزرگ را در عمق ۵۰ تا ۶۰ متری شناسایی کرد که بعدها تأیید شد بقایای همان هواپیمای سقوط‌کرده است.